# Crassula umbella
Crassula umbella là một loài thực vật có hoa trong họ Crassulaceae. Loài này được Jacq. miêu tả khoa học đầu tiên năm 1790.